# Sankt Nikolaus kyrka, Mavrovo
Sankt Nikolaus kyrka är en dekonsekrerad makedonisk-ortodox kyrkobyggnad belägen i Mavrovosjön i Mavrovo i västra Nordmakedonien. Kyrkan är helgad åt den helige Nikolaus.

## Historik
Kyrkan uppfördes i början av 1850-talet med femsidig absid, klocktorn och ikonostas.
År 1953 anlades den artificiella Mavrovosjön och ett vattenkraftverk, vilket ledde till att kyrkobyggnaden översvämmades.

## Bilder

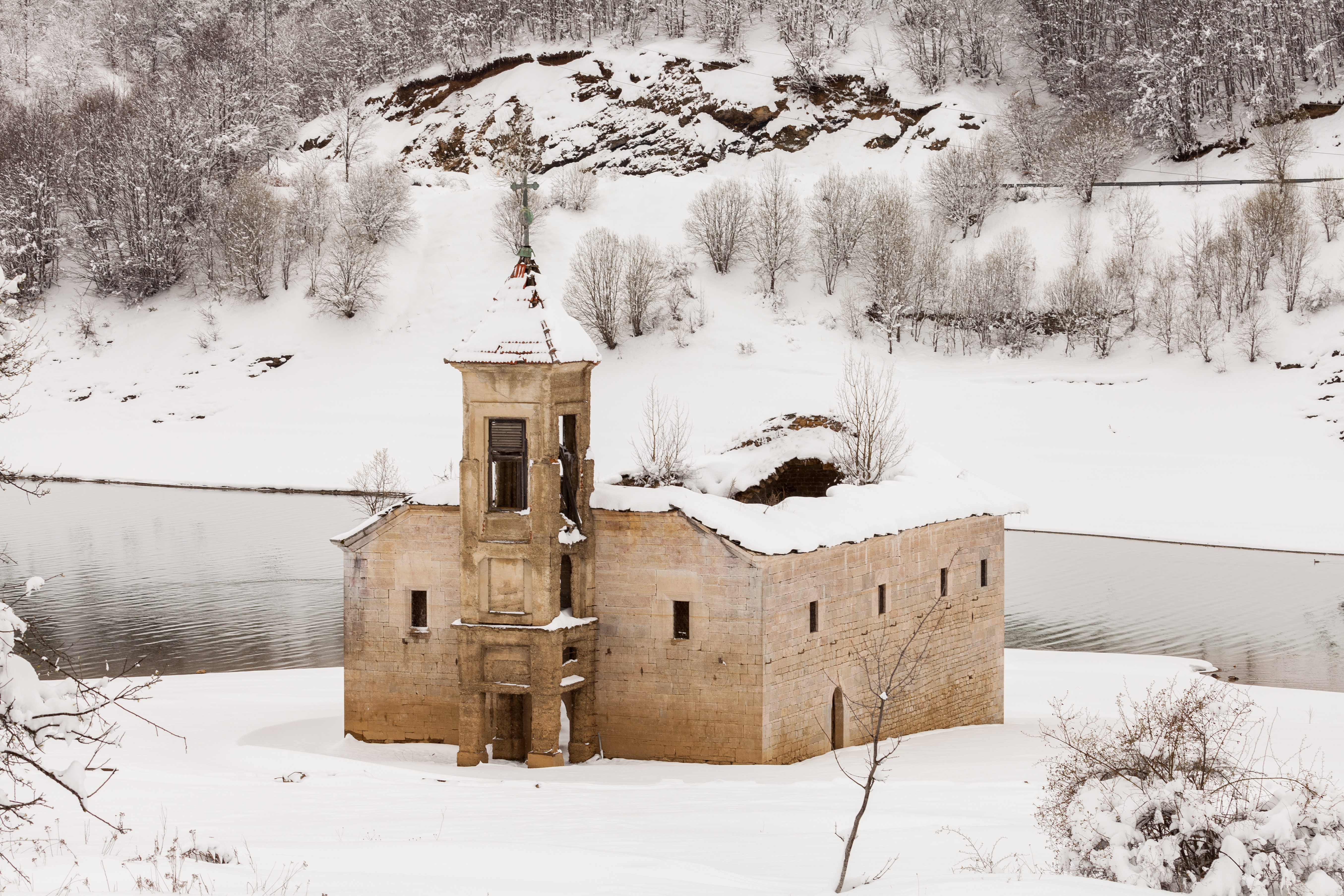
Kyrkan om vintern.
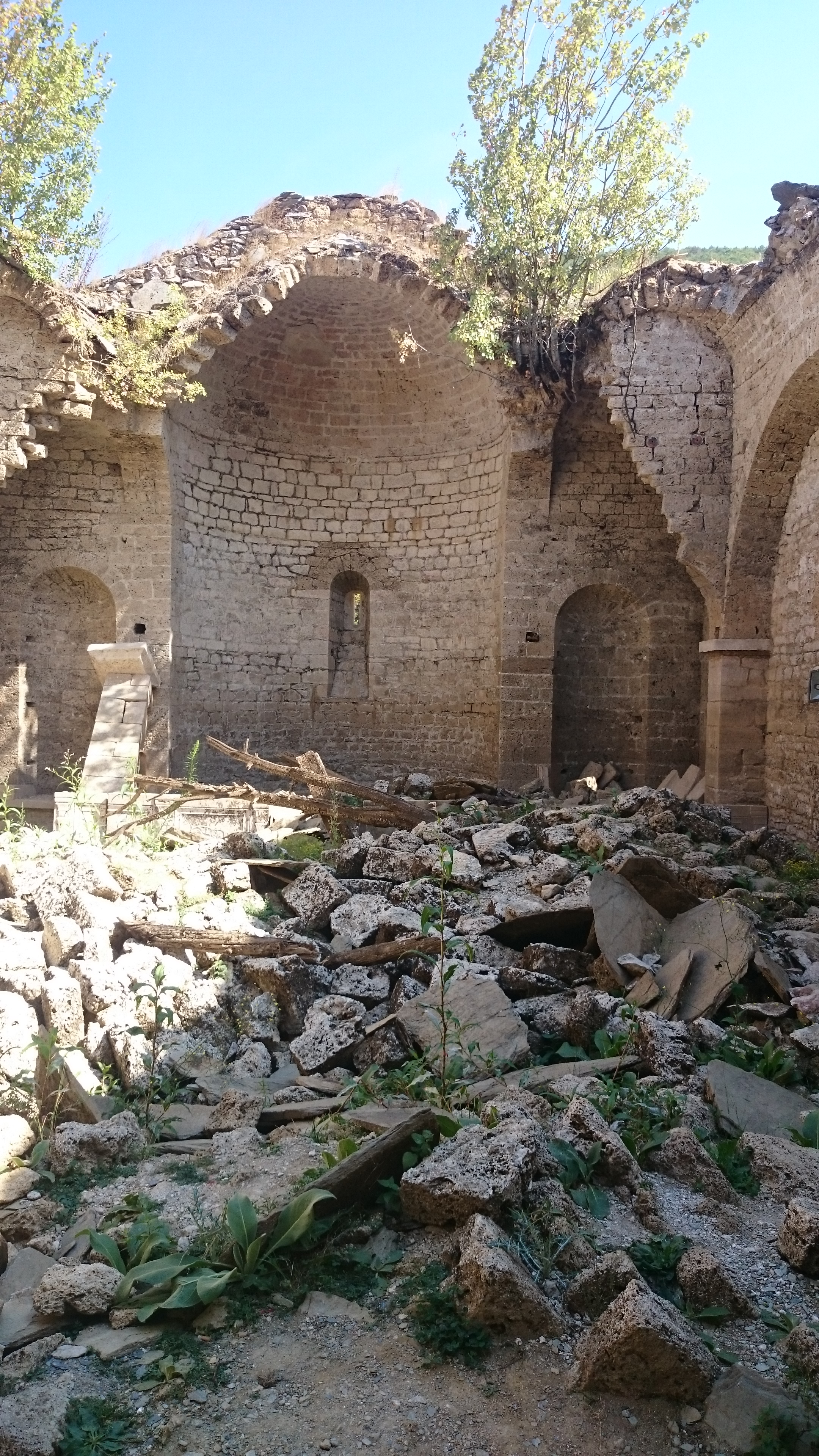
Interiören.
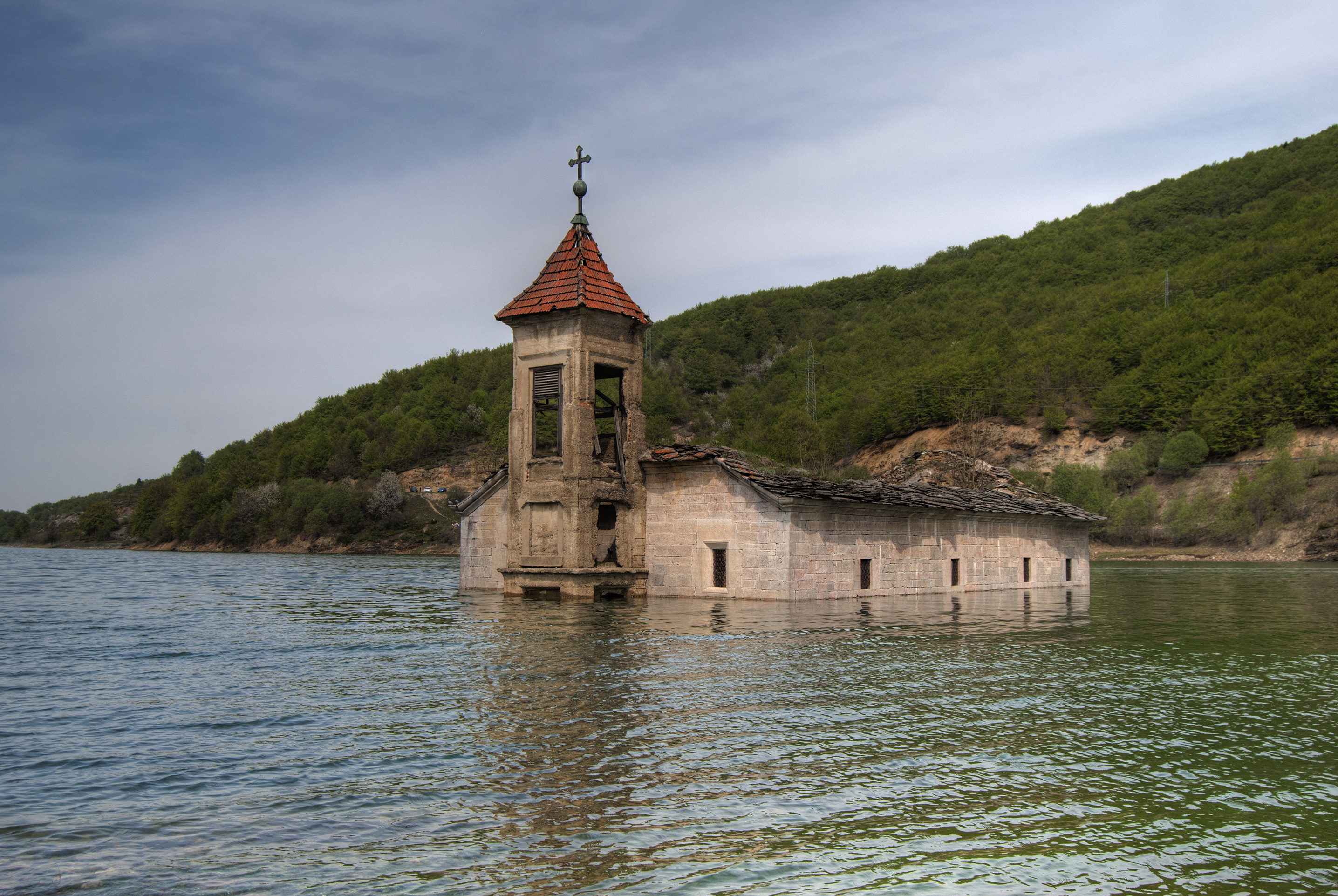
Kyrkan under vatten.